# Нож: Размышления после покушения на убийство
Нож: Размышления после покушения на убийство (англ. Knife: Meditations After an Attempted Murder) — автобиографическая книга британского писателя индийского происхождения Салмана Рушди, впервые опубликованная в апреле 2024 года издательством Jonathan Cape. В книге рассказывается о нападении с ножом на Рушди в 2022 году. Книга заняла первое место в списке бестселлеров Sunday Times в категории «Общие книги в твёрдом переплёте».
Роман Рушди 1988 года «Сатанинские стихи» вызвал широкую полемику среди мусульман, что побудило в 1989 году аятоллу Хомейни, верховного лидера Ирана, издать фетву.

## Критика
По данным Book Marks, книга получила «положительный» консенсус, основанный на тринадцати отзывах критиков: шесть «восторженных», пять «положительных», один «смешанный» и один «общепринятый». В выпуске Bookmarks за май/июнь 2023 года книга получила оценку три из пяти. В критическом обзоре журнала говорится: «Хотя мнения по поводу этих мемуаров разошлись, страсть Рушди к искусству и свободе слова в них прослеживается». 
По данным Literary Hub, в декабре 2024 года книга появилась в тринадцати различных списках «Лучшие книги 2024 года». 